# إيه سي ميلان موسم 2002–03
موسم 2002–03، استمتع نادي ميلان لكرة القدم بموسم منتصراً، حيث فاز بدوري أبطال أوروبا وكأس إيطاليا. في فوزه السادس ببطولة أوروبا الأكثر شهرة، تغلب ميلان على غريمه الشرس يوفنتوس بركلات الترجيح بعد التعادل 0–0 في نهائي إيطالي خالص، بينما تغلب على روما في كأس إيطاليا. في الدوري الإيطالي، كان ميلان في صدارة الترتيب في يناير، لكنه في النهاية أنهى الموسم في المركز الثالث خلف يوفنتوس وإنتر، وبالتالي فقد فرصة إكمال الثلاثية.
كان هذا هو الموسم الأول الناجح لميلان منذ موسم 1998–99. كان من بين الوافدين الجدد المهمين المدافع الدولي الإيطالي أليساندرو نيستا (الذي تم التعاقد معه من لاتسيو مقابل 31 مليون يورو - أغلى صفقة في ميلان في صيف عام 2002) والذي عزز دفاعًا كان بالفعل من بين أقوى خطوط الدفاع في أوروبا، ولاعب الوسط الدولي الهولندي متعدد الاستخدامات كلارنس سيدورف (الذي تم التعاقد معه من منافسه عبر المدينة إنتر مقابل 29 مليون يورو) والمهاجم الدولي الدنماركي يون دال توماسون، الذي تم استخدامه بشكل أساسي لدعم اللاعبين الأساسيين أندريه شيفتشينكو وفيليبو إنزاجي. كان النجم البرازيلي ريفالدو، أبرز اللاعبين الجدد، يلعب دورًا هامشيًا في الدوري الإيطالي، لكنه كان مؤثرًا في دوري أبطال أوروبا، حيث ظهر في 13 مباراة من أصل 17 مباراة، رغم أنه لم يشارك في المباراة النهائية، حيث كان بديلاً غير مستخدم.
وشهد هذا الموسم أيضًا بداية استخدام مدرب ميلان كارلو أنشيلوتي لطريقة اللعب غير التقليدية 4–4–2 (أو 4–1–2–1–2)، والتي استمر في استخدامها في العديد من المناسبات في المواسم اللاحقة. سمح هذا التشكيل لأنشيلوتي بإشراك أندريا بيرلو وروي كوستا في التشكيلة الأساسية، مع بيرلو كصانع ألعاب عميق أو ريجيستا وروي كوستا كلاعب خط وسط مهاجم أو تريكوارتيستا؛ نجح التشكيل 4–1–2–1–2 بشكل جيد بالنسبة لميلان إلى حد كبير بفضل فعالية وعمل شاق وقوة التحمل للاعبي خط الوسط كلارنس سيدورف وجنارو غاتوزو.